# Джонсон, Рон (баскетболист)
Рональд Ф. Джонсон (англ. Ronald F. Johnson, 20 июля 1938, Халлок, Миннесота — 1 февраля 2015, Сент-Клауд, Миннесота) — американский баскетболист, игравший на позиции форварда за несколько команд НБА.

## Игровая карьера
На университетском уровне играл за команду университета Миннесоты (1957—1960).
В 1960 году был выбран во 2-м раунде драфта НБА под общим 12-м номером командой «Детройт Пистонс» . Профессиональную карьеру начал в 1960 году выступлениями в том же «Детройт Пистонс», защищал цвета команды из Детройта в течение одного неполного сезона.
Второй и последней же командой в карьере игрока стала «Лос-Анджелес Лейкерс», в состав которой он присоединился в 1960 году и за которую сыграл остаток сезона.

## Статистика

### Статистика в НБА
| Сезон                                                                                    | Команда | Регулярный сезон | Регулярный сезон | Регулярный сезон | Регулярный сезон | Регулярный сезон | Регулярный сезон | Регулярный сезон | Регулярный сезон | Регулярный сезон | Регулярный сезон | Регулярный сезон | Серия плей-офф | Серия плей-офф | Серия плей-офф | Серия плей-офф | Серия плей-офф | Серия плей-офф | Серия плей-офф | Серия плей-офф | Серия плей-офф | Серия плей-офф | Серия плей-офф |
| Сезон                                                                                    | Команда | GP               | GS               | MPG              | FG%              | 3P%              | FT%              | RPG              | APG              | SPG              | BPG              | PPG              | GP             | GS             | MPG            | FG%            | 3P%            | FT%            | RPG            | APG            | SPG            | BPG            | PPG            |
| ---------------------------------------------------------------------------------------- | ------- | ---------------- | ---------------- | ---------------- | ---------------- | ---------------- | ---------------- | ---------------- | ---------------- | ---------------- | ---------------- | ---------------- | -------------- | -------------- | -------------- | -------------- | -------------- | -------------- | -------------- | -------------- | -------------- | -------------- | -------------- |
| 1960/61                                                                                  | Детройт | 6                |                  | 10,0             | 36,7             |                  | 64,3             | 2,3              | 0,2              |                  |                  | 5,2              | Не участвовал  | Не участвовал  | Не участвовал  | Не участвовал  | Не участвовал  | Не участвовал  | Не участвовал  | Не участвовал  | Не участвовал  | Не участвовал  | Не участвовал  |
| 1960/61                                                                                  | Лейкерс | 8                |                  | 5,4              | 15,4             |                  | 66,7             | 1,9              | 0,1              |                  |                  | 0,8              | Не участвовал  | Не участвовал  | Не участвовал  | Не участвовал  | Не участвовал  | Не участвовал  | Не участвовал  | Не участвовал  | Не участвовал  | Не участвовал  | Не участвовал  |
|                                                                                          | Всего   | 14               |                  | 7,4              | 30,2             |                  | 64,7             | 2,1              | 0,1              |                  |                  | 2,6              | Не участвовал  | Не участвовал  | Не участвовал  | Не участвовал  | Не участвовал  | Не участвовал  | Не участвовал  | Не участвовал  | Не участвовал  | Не участвовал  | Не участвовал  |
| Наведите курсор мыши на аббревиатуры в заголовке таблицы, чтобы прочесть их расшифровку. |         |                  |                  |                  |                  |                  |                  |                  |                  |                  |                  |                  |                |                |                |                |                |                |                |                |                |                |                |

### Статистика в NCAA
| Сезон | Команда   | Conf    | Class | GP | GS | MPG | FG%  | 3P% | FT%  | RPG  | APG | SPG | BPG | PPG  |
| --- | --------- | ------- | ----- | -- | -- | --- | ---- | --- | ---- | ---- | --- | --- | --- | ---- |
| 1957/58 | Миннесота | Big Ten | SO    | 22 |    |     | 41,6 |     | 75,4 | 11,7 |     |     |     | 17,5 |
| 1958/59 | Миннесота | Big Ten | JR    | 22 |    |     | 43,8 |     | 71,7 | 12,8 |     |     |     | 20,2 |
| 1959/60 | Миннесота | Big Ten | SR    | 24 |    |     | 53,8 |     | 75,3 | 11,7 |     |     |     | 21,1 |
| Всего | Всего     | Всего   | Всего | 68 |    |     | 46,2 |     | 74,2 | 12,1 |     |     |     | 19,6 |
| Наведите курсор мыши на аббревиатуры в заголовке таблицы, чтобы прочесть их расшифровку Статистика приведена с сайта sports-reference.com |           |         |       |    |    |     |      |     |      |      |     |     |     |      |